# Rhapigia accipiter
Rhapigia accipiter är en fjärilsart som beskrevs av William Schaus 1892. Rhapigia accipiter ingår i släktet Rhapigia och familjen tandspinnare. Inga underarter finns listade.